# Aichen (Schwaben)
Aichen település Németországban, azon belül Bajorországban. Lakosainak száma 1206 fő (2023. december 31.).

## Népesség
A település népessége az elmúlt években az alábbi módon változott:
| Lakosok száma | 313  | 510  | 726  | 1063 | 1147 | 1136 | 1135 | 1155 | 1165 | 1206 |
|               | 1875 | 1950 | 1975 | 1987 | 2012 | 2014 | 2016 | 2017 | 2021 | 2023 |